# Edward Skilton
Edward Skilton (Londra, 26 settembre 1863 – Watford, 21 giugno 1967) è stato un tiratore a segno britannico, vincitore dell'argento nella carabina militare a squadre a Stoccolma 1912, insieme a Harcourt Ommundsen, Henry Burr, James Reid, Edward Parnell e Arthur Fulton.
Sempre a Stoccolma gareggiò anche nella gara di carabina militare 600 metri, classificandosi sedicesimo.

## Palmarès
- Giochi olimpici

Stoccolma 1912: argento nella carabina 10 metri aria compressa.